# Syndyk apostolski
Syndyk apostolski − w historii zakonu franciszkanów osoba świecka, godna zaufania, wyznaczona przez przełożonych w imieniu Stolicy Apostolskiej, by zajmować się sprawami związanymi z finansami wspólnoty.
Urząd ten wprowadził papież Innocenty IV brewem Quanto studiosus z 1247 (Bullarium Franciscanum I, str. 487-488). Do syndyka apostolskiego należała administracja dóbr używanych przez zakon, w tym pieniędzy przyjętych jako własność Stolicy Apostolskiej, zawieranie kontraktów zakazanych zakonnikom i stawianie się na wezwanie sądu, czego zakazywała zakonnikom reguła. Obserwanci zachowali urząd syndyków do początku XX w.